# ネルソン・カヴァキーニョ
ネルソン・カヴァキーニョ（葡: Nélson Cavaquinho、1911年10月29日 - 1986年2月18日）はブラジルのサンビスタ。リオデジャネイロ州リオデジャネイロで生まれた。
ファベーラに息づく伝統的なサンバを体現し、発展させた巨人だった。当初カヴァキーニョを弾いていたゆえの芸名だが、のちにギターに代えた。ギリェルミ・ジ・ブリートと長年組み、多くの名曲を残した。

## ディスコグラフィー

### アルバム
- 1970年 - Depoimento do Poeta (Discos Castelinho)
- 1972年 - Nelson Cavaquinho - série documento (RCA Victor)
- 1973年 - Nelson Cavaquinho (Odeon)
- 1985年 - As Flores em Vida (Gravadora Eldorado)